# Eilema albescens
Eilema albescens är en fjärilsart som beskrevs av Aurivillius 1910. Eilema albescens ingår i släktet Eilema och familjen björnspinnare. Inga underarter finns listade i Catalogue of Life.